# (5697) Arrhenius
(5697) Arrhenius es un asteroide perteneciente al cinturón de asteroides, descubierto el 24 de septiembre de 1960 por Cornelis Johannes van Houten en conjunto a su esposa también astrónoma Ingrid van Houten-Groeneveld y el astrónomo Tom Gehrels desde el Observatorio del Monte Palomar, Estados Unidos.

## Designación y nombre
Designado provisionalmente como 6766 P-L. Fue nombrado Arrhenius en honor a físico y químico sueco Svante August Arrhenius. Profesor en Estocolmo, recibió el Premio Nobel de Química en el año 1903. Fue el primero en explicar, en el año 1900, la formación de las colas de los cometas como resultado de la presión de radiación.

## Características orbitales
Arrhenius está situado a una distancia media del Sol de 3,144 ua, pudiendo alejarse hasta 3,368 ua y acercarse hasta 2,920 ua. Su excentricidad es 0,071 y la inclinación orbital 13,67 grados. Emplea 2036 días en completar una órbita alrededor del Sol.

## Características físicas
La magnitud absoluta de Arrhenius es 12,6. Tiene 16,501 km de diámetro y su albedo se estima en 0,071.